# Makoua

Makoua é a segunda maior cidade da região de Cuvette, República do Congo. A cidade está localizada ao norte de Owando e ao sul da floresta tropical africana. No censo realizado em 1996 possuía aproximadamente 11.200 habitantes.